# Tunel Ovčí stěna
Tunel Ovčí stěna je železniční tunel na katastrálním území Děčín IV - Podmokly na železniční trati Děčín – Drážďany mezi stanicemi Děčín hlavní nádraží – Děčín-Přípeř v km 1,101 – 1,380.

## Historie
Železniční trať byla uvedena do provozu v roce 1851 a na počátku osmdesátých let 20. století byla elektrifikována. Tunel byl proražen v letech 1847–1849 a sanován v osmdesátých let 20. století. Název tunelu je odvozen od skály Ovčí (Pastýřská) stěna, kterou je proražen.

## Popis
Tunel byl ražen v pískovcové skále odstřelem a odřezáním. Zděné portály jsou zdobeny novogotickým cimbuřím. Je dlouhý 279 metrů, má dvě koleje a byl dokončen v roce 1849.  Osová vzdálenost kolejí je 3570, což nevyhovuje požadavkům pro modernizaci tunelu. V rámci modernizace I. tranzitního koridoru byl spolu s tunelem Červená skála vyňat z programu modernizace.

## Galerie

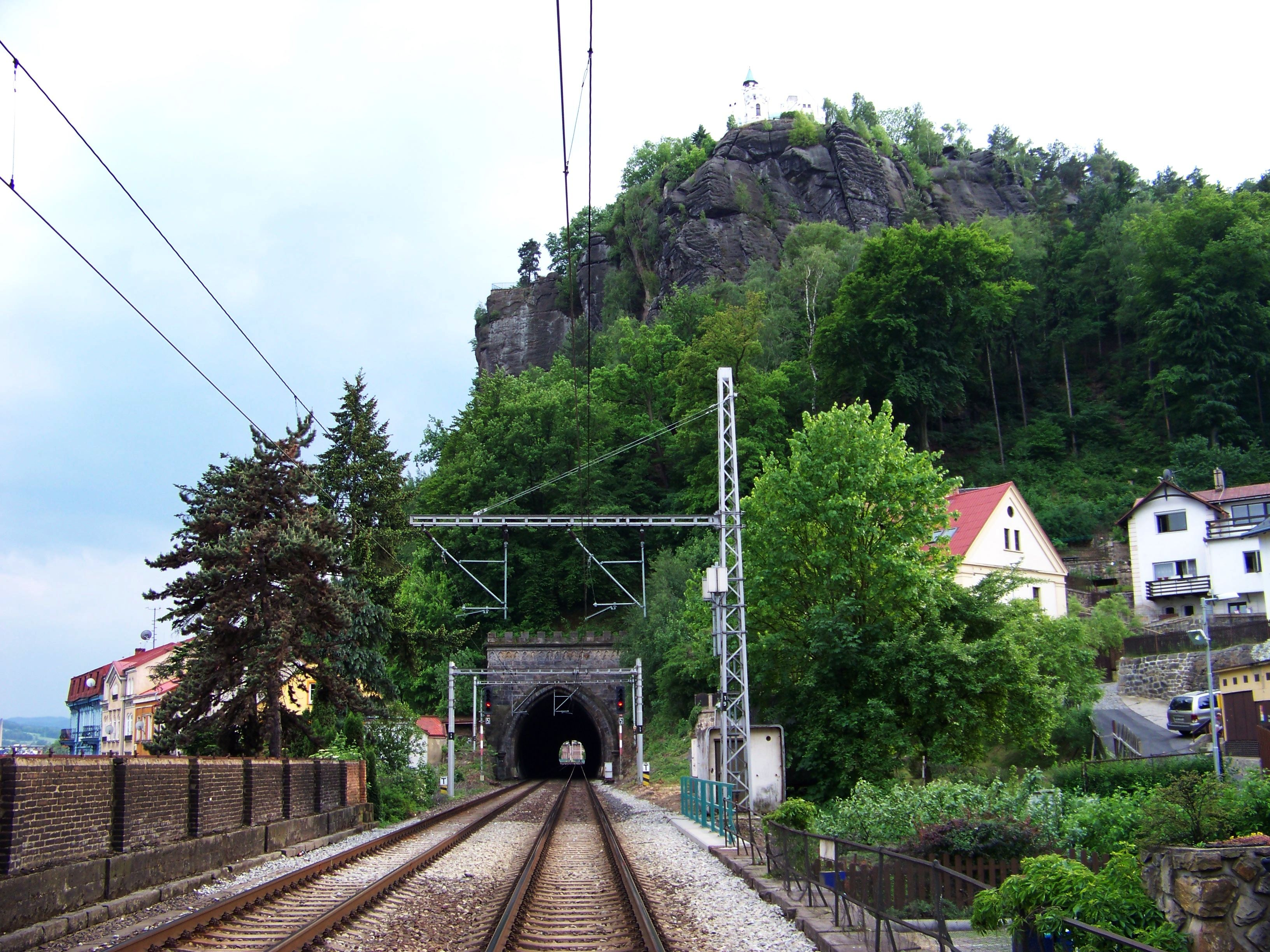
Pohled na portál tunelu od zastávky Děčín-Přípeř
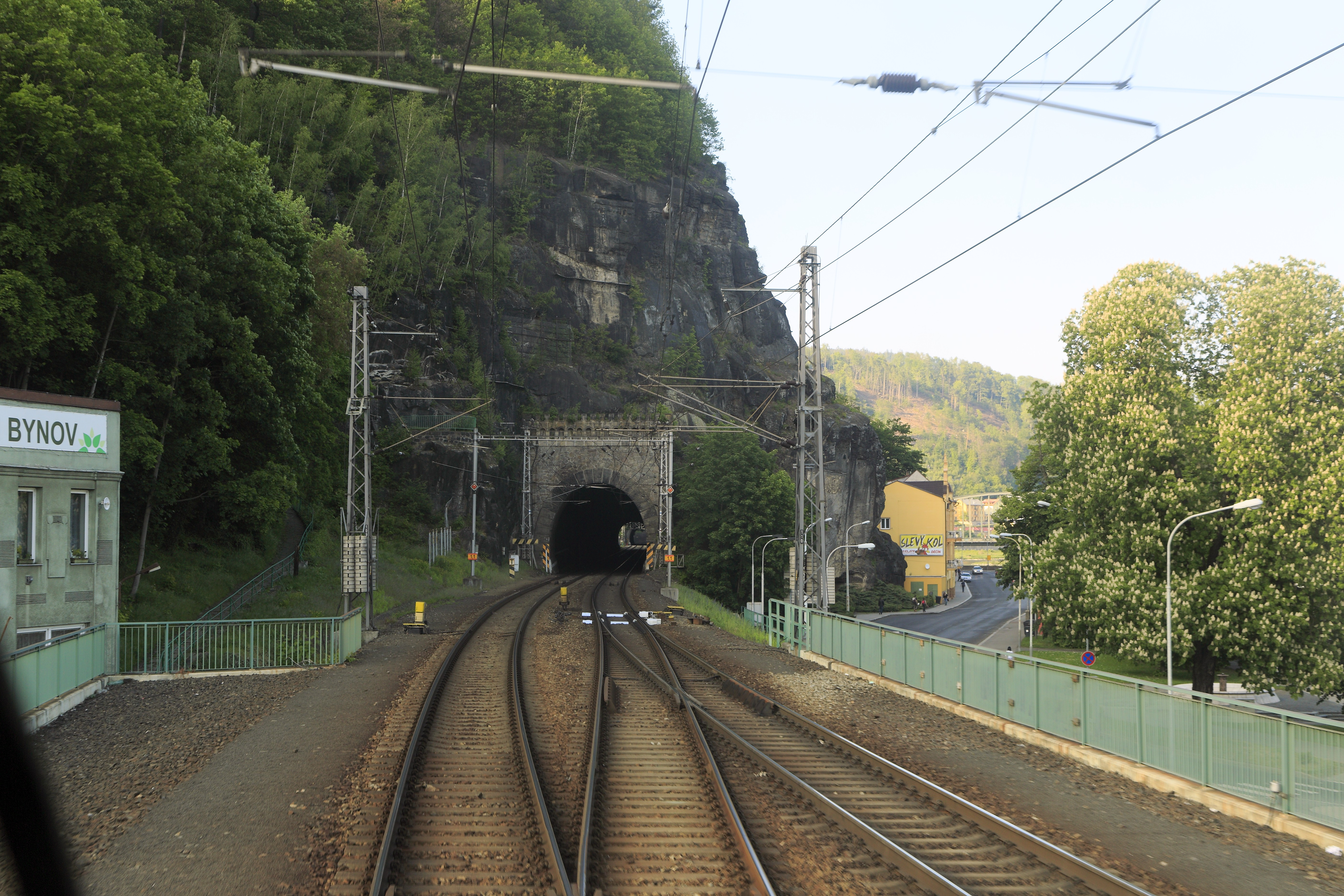
Pohled na portál tunelu od stanice Děčín hlavní nádraží
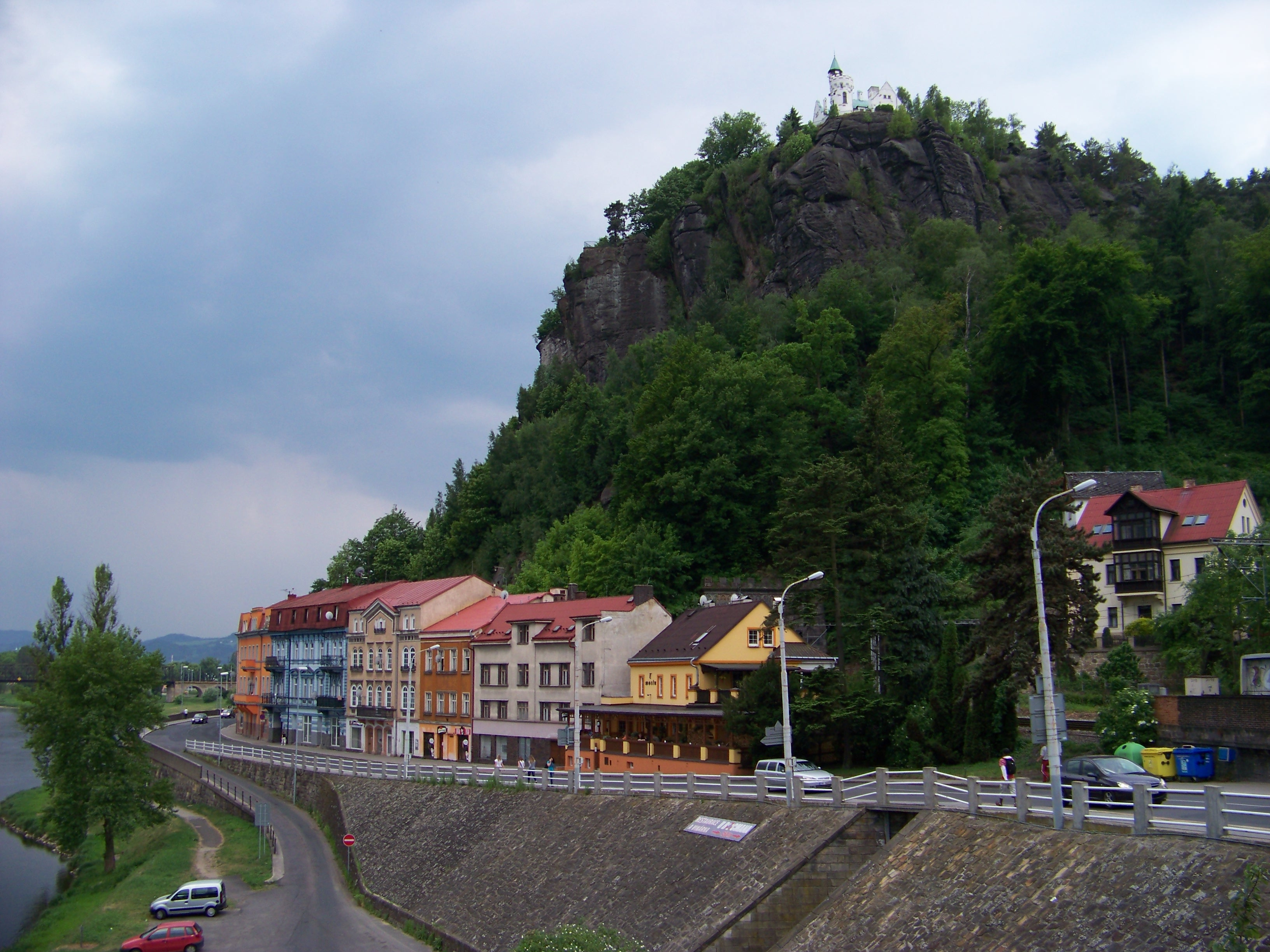
Podmokly, Pastýřská stěna